# Ян Раковський (воєвода)
Ян Войцех Раковський (*Jan Rakowski, д\н —28 червня 1639) — державний діяч, дипломат Речі Посполитої.

## Життєпис
Походив з польського шляхетського роду Раковських гербу Трживдар. Здобув гарну освіту. 1620 року одружився з донькою воєводи мстиславського Януша Тишкевича.
У 1631 році був послом Речі Посполитої в Англії (при дворі короля Карла I Стюарта). Того ж року отримав почесну посаду королівського дворянина, стає підскарбієм надвірним литовським. У 1635 році призначається воєводою берестейським, а у 1638 році — воєводою вітебським. Помер на цій посаді 1639 року.

## Родина
Дружина — Катаржина Євгенія Скумін-Тишкевич
дітей не було